# Pologne aux Jeux olympiques d'été de 1980
L'équipe de Pologne olympique a remporté 32 médailles (3 en or, 14 en argent, 15 en bronze) lors de ces Jeux olympiques d'été de 1980 à 
Moscou, se situant à la 5e place des nations au tableau des médailles.
L'athlète  Czesław Kwieciński est le porte-drapeau d'une délégation polonaise comptant 306
sportifs (232 hommes et 74 femmes).

## Liste des médaillés polonais

### Médailles d'Or
| Sport              | Discipline                  | Sportifs              | Performance  |
| Médailles d'or : 3 |                             |                       |              |
| Athlétisme         | 3 000 mètres Steeple (H)    | Bronisław Malinowski  | 8 min 09 s 7 |
| Athlétisme         | Saut à la perche (H)        | Władysław Kozakiewicz | 5,78 m       |
| Equitation         | Concours complet individuel | Jan Kowalczyk         |              |

### Médailles d'Argent
| Sport                   | Discipline                      | Sportifs                                                                           | Performance |
| Médailles d'argent : 14 |                                 |                                                                                    |             |
| Athlétisme              | 4 x 100 mètres (H)              | Krzysztof Zwoliński Zenon Licznerski Leszek Dunecki Marian Woronin                 | 38 s 33     |
| Athlétisme              | Saut à la perche (H)            | Tadeusz Ślusarski                                                                  | 5,65 m      |
| Athlétisme              | Saut en hauteur (H)             | Jacek Wszoła                                                                       | 2,31 m      |
| Athlétisme              | Saut en hauteur (F)             | Urszula Kielan                                                                     | 1,94 m      |
| Aviron                  | Deux sans barreur (F)           | Małgorzata Dłużewska Czesława Kościańska-Szczebińska                               |             |
| Boxe                    | Mi-lourd -de 81 kg (H)          | Paweł Skrzecz                                                                      |             |
| Cyclisme                | Course en ligne hommes (H)      | Czesław Lang                                                                       |             |
| Equitation              | Concours complet par équipe (H) | Jan Kowalczyk Wiesław Hartman Marian Kozicki Janusz Bobik                          |             |
| Escrime                 | Epée par équipe (H)             | Andrzej Lis Mariusz Strzałka Leszek Swornowski Ludomir Chronowski Piotr Jabłkowski |             |
| Lutte                   | Gréco-romaine, Coq -de 57 kg    | Józef Lipień                                                                       |             |
| Lutte                   | Gréco-romaine, Léger -de 68 kg  | Andrzej Supron                                                                     |             |
| Lutte                   | Gréco-romaine, Moyen -de 82 kg  | Jan Dołgowicz                                                                      |             |
| Lutte                   | Gréco-romaine, Lourd -de 100 kg | Roman Bierła                                                                       |             |
| Lutte                   | Libre, Mouche -de 52 kg         | Władysław Stecyk                                                                   |             |

### Médailles de Bronze
| Sport                    | Discipline                     | Sportifs                                                                      | Performance |
| Médailles de bronze : 15 |                                |                                                                               |             |
| Athlétisme               | 100 mètres Haies (F)           | Lucyna Langer                                                                 | 12 s 65     |
| Aviron                   | Quatre avec barreur (H)        | Grzegorz Stellak Adam Tomasiak Grzegorz Nowak Ryszard Stadniuk Ryszard Kubiak |             |
| Boxe                     | Plume -de 57 kg                | Krzysztof Kosedowski                                                          |             |
| Boxe                     | Léger -de 60 kg                | Kazimierz Adach                                                               |             |
| Boxe                     | Welter -de 67 kg               | Kazimierz Szczerba                                                            |             |
| Boxe                     | Moyen -de 75 kg                | Jerzy Rybicki                                                                 |             |
| Escrime                  | Fleuret par équipe (H)         | Adam Robak Bogusław Zych Lech Koziejowski Marian Sypniewski                   |             |
| Escrime                  | Fleuret individuel (F)         | Barbara Wysoczańska                                                           |             |
| Haltérophilie            | Poids coq -de 56 kg            | Tadeusz Dembończyk                                                            |             |
| Haltérophilie            | Poids plume -de 60 kg          | Marek Seweryn                                                                 |             |
| Haltérophilie            | Poids super-welter +de 110 kg  | Tadeusz Rutkowski                                                             |             |
| Judo                     | Poids mi-léger -de 65 kg (H)   | Janusz Pawłowski                                                              |             |
| Lutte                    | Libre, Mi-lourd -de 90 kg      | Aleksander Cichoń                                                             |             |
| Lutte                    | Libre, super-welter +de 100 kg | Adam Sandurski                                                                |             |
| Natation                 | 400 mètres, 4 nages (F)        | Agnieszka Czopek                                                              |             |

## Engagés polonais par sport

### Equitation
- Elke-Karin Morciniec

### Lutte
- Jan Falandys